# Joyce DiDonato
Joyce DiDonato (lánykori nevén Joyce Flaherty, Prairie Village, Kansas, Amerikai Egyesült Államok, 1969. február 13. –) amerikai operaénekes, lírai koloratúr-mezzoszoprán.

## Élete, munkássága
Joyce Flaherty 1969. február 13-án született a kansasi Prairie Village-ben. A DiDonato nevet első férje után tartotta meg. Apja, Donald Flaherty építész vállalkozó volt, aki zenerajongóként kórust vezetett a helyi Szent Anna-templomban. Ott ismerte meg feleségét, Claire-t, aki a templom orgonistája volt. Joyce hét gyermekük közül a hatodik volt. Édesapja 2006-ban, édesanyja 2007-ben hunyt el. Joyce a Bishop Miege Középiskolában tanult, ahol musicalekben is szerepelt, elénekelte például a My Fair Lady főszerepét, Eliza Doolittle-t. Emellett zongorázni is tanult. Ma is zongorázik, fellépései előtt gyakran Bach-ot játszik.
1987-től a Wichitai Állami Egyetemen középiskolai zenetanárnak tanult, közben egyházi csoportokat vezetett, és oktatott a helyi iskolákban is. Bár egyre komolyabban vette az éneklést, az opera akkor ragadta meg igazán, amikor meglátta Cecilia Bartolit a Don Giovanni televíziós közvetítésében. 1992-ben beiratkozott a philadelphiai Vokális Művészeti Akadémiára (Academy of Vocal Arts). Itt a zenei képzés mellett olaszul és franciául tanult.
1995-ben felvételt nyert a Santa Fei Opera gyakornoki programjába, de a sikerek elkerülték: kisebb szerepek mellett a kórusban énekelt. A következő évben a Houston Grand Opera fiatal énekes stúdiójába került, ahol találkozott a neves Stephen Smith énektanárral, aki rámutatott énektechnikája hiányosságaira. Az ő segítségével, több év munkájával dolgozták ki a helyes énektechnikát. A lassú áttörés 1998-ban kezdődött: első díjat nyert a George London Foundation for Singers-től, második lett Plácido Domingo hamburgi Operalia versenyén. Simon Goldstone brit ügynök figyelt fel rá, és átküldte Európába, ahol tizenhat nap alatt tizenhárom meghallgatáson vett részt. Ezek közül csak egy helyről reagáltak, de ez a párizsi Opéra Bastille volt, A sevillai borbély Rosina szerepére hívták be 2002-re. A hírre reagálva más operák is jelentkeztek, ennek nyomán 2001-ben Rossini Hamupipőkéjében énekelte el a főszerepet a Milánói Scalában. A karrier ezután már villámgyorsan beindult, nemzetközi sztárrá nőtte ki magát, és a 21. század elejének egyik legkeresettebb koloratúr mezzoszopránjává vált. Ő maga a karrierje lassú indulásával kapcsolatban később így nyilatkozott: „Mindig minden késett, például a lemezszerződés; 35 éves voltam, amikor debütáltam a Met-ben, amikor egy 29 évest már öregnek tartanak.” Mindez nem zavarta, azt mondta, nem volt karrierterv, csak munka volt. Nemcsak a megfelelő technika elsajátítására volt szüksége, hanem több stílust is magába kellett szívnia, művészi személyiséget kellett kialakítania és tudni kellett alkalmazkodnia az aktuális előadáshoz.
2003-ban szenzációszámba menő debütálása volt Glyndebourne-ben, ahol Leoš Janáček A ravasz rókácska című operájában a rókalányt alakította. 2005-ben debütált a Met-ben, Cherubinót énekelte Mozart Figaro házasságában, 2006-ban a madridi Teatro Realban Richard Strauss Ariadne Naxos szigetén című operájában a zeneszerző szerepét énekelte. Amikor 2009 júliusában a Sevillai borbély előadásán megcsúszott a színpadon és eltörte a szárkapocscsontját, az előadást mankóval fejezte be, a fennmaradó öt előadást pedig kerekesszékben ülve adta elő.
A negyvenes éveitől DiDonato elkezdte félretenni néhány korábbi sikeres szerepét (például Rosina, Cherubino), és nehezebb fákba vágta a fejszéjét: az egyik ilyen Donizetti Stuart Mária című operájának címszerepe volt, amit a Houstoni Nagyoperában énekelt először, majd ezt követően a Metropolitanben, mindkettőt 2012-ben. 2013-ban (már nem először) fellépett a BBC Proms-on Nagy-Britanniában, Massenet-, Handel- és Rossini-áriákat élnekelt, néhány misical dalt, és a végén a hagyományos Rule, Britannia! című hazafias dalt. A közönség tombolva ünnepelte. Érdekesség, hogy a karmester Marin Alsop, a Last Night of the Proms első női karmestere volt.
Legnagyobb sikerei közé a barokk repertoár tartozik, különösen Händel operái, mint például az Alcina, az Ariodante, a Deiamia, a Floridante (Elmira) és a Julius Caesar Egyiptomban (Sextus), valamint az olasz bel canto operák. Jellemző hangja csillogó tisztasága, félelmetes technikája és a karakterek drámaian éles jellemzése. Ugyanakkor otthon érzi magát az amerikai dalokban, a 20. századi és a kortárs zenében is. Operaszerepei és áriaestjei mellett nagy figyelmet kaptak hangfelvételei is, először is 2004-es Händel-lemeze. 2012-ben Grammy-díjat nyert a legjobb klasszikus vokális szóló kategóriában Diva Divo című albumáért. 2016-ban megkapta második Grammy-díját, ezúttal a Joyce & Tony: Live at Wigmore Hallért. 2020-as Grammy-díjat Songplay lemeze kapta, amelyben a jazz, a latin és a tangó ritmusait párosította az olasz barokk áriákkal.
2000-ben ARIA-díjat, 2002-ben Richard Tucker-díjat, 2007-ben a Metropolitan Opera Beverly Sills-díját, 2009-ben Opera News-díjat kapott. 2012-ben elnyerte az év legjobb női énekesének járó Musical America-díjat. 2010-ben két Gramophone-díjat kapott Rossini: Colbran, the Muse című albumáért, 2014-ben pedig a Royal Philharmonic Society Music Awardot. 2014 júliusában Joyce DiDonato a londoni Királyi Zeneakadémia tiszteletbeli tagja lett. 2015 óta a New York-i Carnegie Hall kuratóriumának tagja. Joyce DiDonatót a szaksajtó generációjának egyik legimpozánsabb és legelkötelezettebb előadóművészének tartja. A kritikusok „rettenthetetlennek” nevezik technikáját és dicsérik értelmezésének mélységét, művészete a legmagasabb zeneiség és az értelmező erőforrások erőteljes kombinációja.
2014-től éves rendszerességgel háromnapos mesterkurzusokat tart a Carnegie Hallban, több alapítvány égisze alatt. A fiatal énekesek bálványozzák DiDonatót, nemcsak a hangja miatt, hanem a blogja (Yankee Diva), tweetjei és YouTube-videói miatt is, amelyekben tanácsot ad a kezdőknek.
2022-ben Budapesten is koncertezett, az Eden című lemezéről – többek között – Francesco Cavalli, Georg Friedrich Händel, Henry Purcell, Christoph Willibald Gluck, Gustav Mahler és Charles Ives műveiből adott elő. A historikus hangszereken játszó Il Pomo d'Oro zenekart Madaras Gergely dirigálta.

## Magánélete
Joyce Flaherty 1990-ben házasodott össze főiskolai szerelmével, Alex DiDonatóval. Tizennégy év után váltak el, de férjezett nevét a továbbiakban is megtartotta. 2003-ban ismerkedett meg Leonardo Vordoni olasz karmesterrel, akihez 2006-ban ment feleségül, tőle 2013-ban vált el.

## Felvételei
Válogatás az AllMusic nyilvántartása alapján.
| Megjelenés | Tartalom                                                   | Közreműködők | Kiadó                  |
| ---------- | ---------------------------------------------------------- | --- | ---------------------- |
| 1997       | Michael Daugherty: Jackie O                                | Nicole Heaston, Stephanie Novacek, Daniel Belcher, Eric Owens, Jonita Lattimore, John McVeigh, Houston Grand Opera Orchestra, Christopher Larkin | Argo Records           |
| 1999       | Peter Maxwell Davies: Resurrection                         | Houston Grand Opera Orchestra, Patrick Summers | Albany Records         |
| 2004       | Amor e gelosia: Händel Operatic Duets                      | Patrizia Ciofi, Il Complesso Barocco, Alan Curtis | Erato, Virgin          |
| 2005       | Rossini: La Cenerentola                                    | José Manuel Zapata, Paolo Bordogna, Bruno Pratico, SWR Radio Orchestra Kaiserlautern, Alberto Zedda | Naxos                  |
| 2006       | Songs by Fauré, Hahn and Head; Arias by Rossini and Händel | Julius Drake | Wigmore Hall           |
| 2006       | ¡Pasión!                                                   | Julius Drake | Eloquentia             |
| 2009       | Rossini: Colbran, the Muse                                 | Orchestra dell’Accademia Nazionale di Santa Cecilia, Edoardo Müller | Erato, Virgin Classics |
| 2009       | Furore: Händel Opera Arias                                 | Les Talens Lyriques, Christophe Rousset | Erato, Virgin Classics |
| 2011       | Diva Divo                                                  | Orchestra et Chœur de l'Opéra National de Lyon, Kazushi Ono | Erato, Virgin Classics |
| 2011       | Händel: Ariodante                                          | Karina Gauvin, Sabina Puértolas, Marie-Nicole Lemieux, Topi Lehtipuu, Il Complesso Barocco, Alan Curtis | Virgin Classics        |
| 2012       | Drama Queens                                               | Il Complesso Barocco, Alan Curtis | Erato, Virgin Classics |
| 2014       | Stella di Napoli                                           | Orchestra et Chœur de l'Opéra National de Lyon, Riccardo Minasi | Erato                  |
| 2016       | In War & Peace                                             | Il Pomo d'Oro, Maxim Emelyanychev | Erato                  |
| 2017       | Berlioz: Les Troyens                                       | Richard Rittelmann, Marie-Nicole Lemieux, Stéphane Degout, Michael Spyres, Marianne Crebassa, Les Chœurs de l'Opéra National du Rhin, Badischer Staatsopernchor, Chœur Philharmonique de Strasburg, Orchestre Philharmonique de Strasburg, John Nelson | Erato                  |
| 2018       | Mozart: La Clemenza di Tito                                | Rolando Villazón, Marina Rebeka, Regula Mühlemann, Chamber Orchestra of Europe, Yannick Nézet-Séguin | Deutsche Grammophon    |
| 2019       | Songplay                                                   | Craig Terry, Charlie Porter, Lautaro Greco, Chuck Israels, Jimmy Madison | Erato                  |
| 2020       | Händel: Agrippina                                          | Franco Fagioli, Elsa Benoit, Luca Pisaroni, Il Pomo d'Oro, Maxim Emelyanychev | Erato                  |
| 2021       | Schubert: Winterreise                                      | Yannick Nézet-Séguin | Erato                  |
| 2022       | EDEN                                                       | Il Pomo d'Oro, Maxim Emelyanychev | Erato                  |